# Blumenau (Schwarzatal)
Blumenau ist ein Ortsteil der Landgemeinde Stadt Schwarzatal im Landkreis Saalfeld-Rudolstadt in Thüringen.

## Lage
Nach dem nordwestlichen Ortsausgang von Mellenbach-Glasbach führen in nördlicher Richtung in einem ständig ansteigenden Gebirgstal die Landesstraßen 1144 und 1112 durch den Ortsteil Blumenau gen Zirkel (Ortsteil) und weiter. Rechts und links des Tales sind bewaldete Hänge des Thüringer Waldes.

## Geschichte
1488/89 wurde der Ortsteil erstmals urkundlich erwähnt. Bis 1918 gehörte der Ort zur Oberherrschaft des Fürstentums Schwarzburg-Rudolstadt. 1923 wurden die Orte Blumenau, Mellenbach, Glasbach, Obstfelderschmiede und Zirkel zur Gemeinde Mellenbach-Glasbach vereinigt. Am 1. Januar 2019 wurde Blumenau Teil der neugegründeten Stadt und Landgemeinde Schwarzatal.